# Municipio de Årjäng
Årjäng (en sueco: Årjängs kommun) es un municipio de la provincia de Värmland, en el suroeste de Suecia, en la frontera con Noruega. Una entidad gubernamental local separada llamada Årjäng se creó en 1941 cuando se separó de Silbodal. En 1952 los dos se reunieron bajo el nombre de Årjäng. En 1971 Sillerud y Holmedal se fusionaron con Årjäng. En 1974 se agregó Töcksmark, expandiendo el municipio a su tamaño actual.

## Localidades
Hay dos áreas urbanas (tätort) en el municipio:
| # | Tätort    | Población |
| - | --------- | --------- |
| 1 | Årjäng    | 3433      |
| 2 | Töcksfors | 1248      |

## Ciudades hermanas
Årjäng estaba hermanado o tenía tratado de cooperación con:
- Fanø, Dinamarca
- Vastseliina, Estonia
- Gol, Noruega